# Bencao gangmu

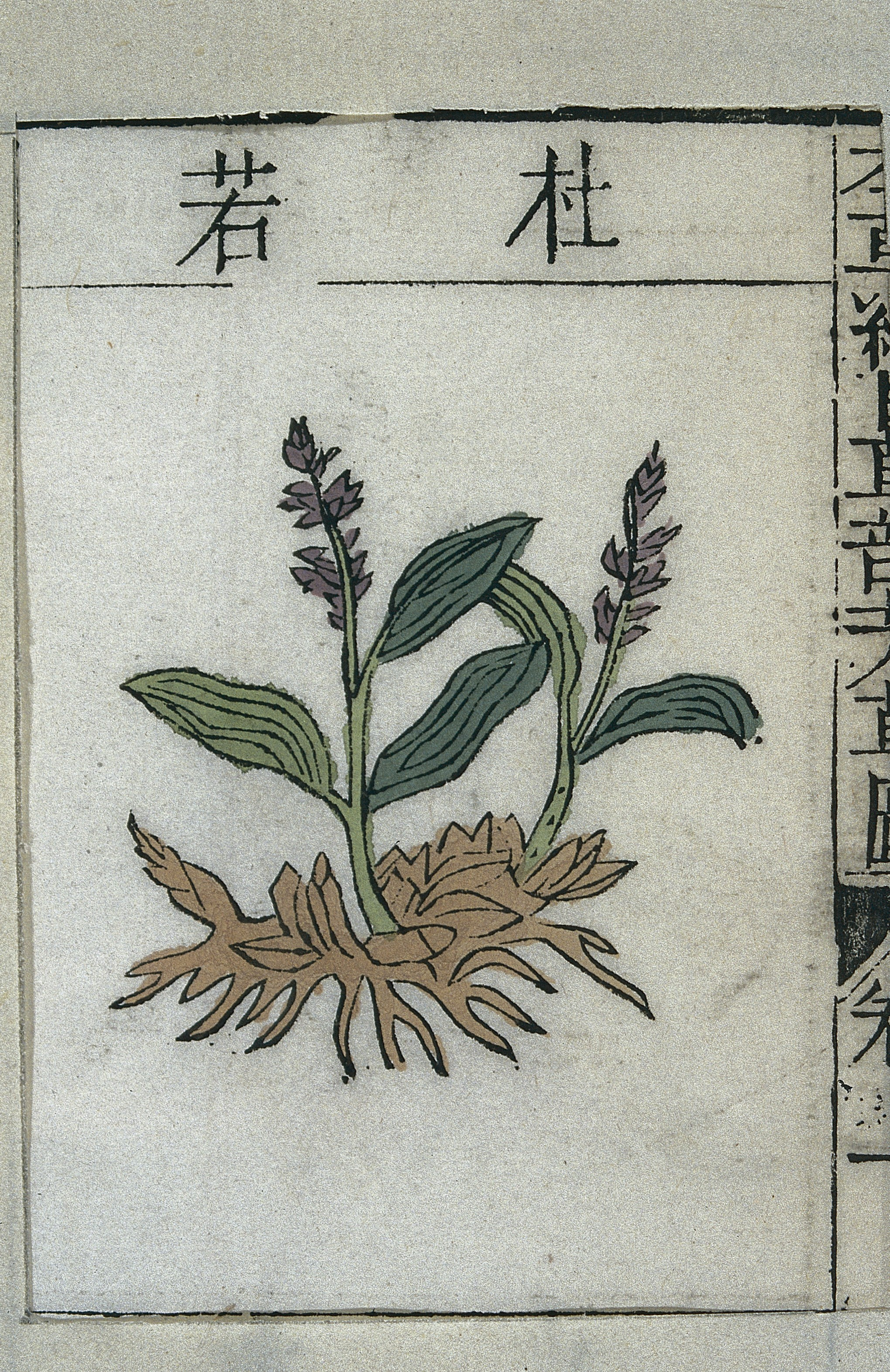
Pollia japonica, ilustracja z wydania z 1655 roku

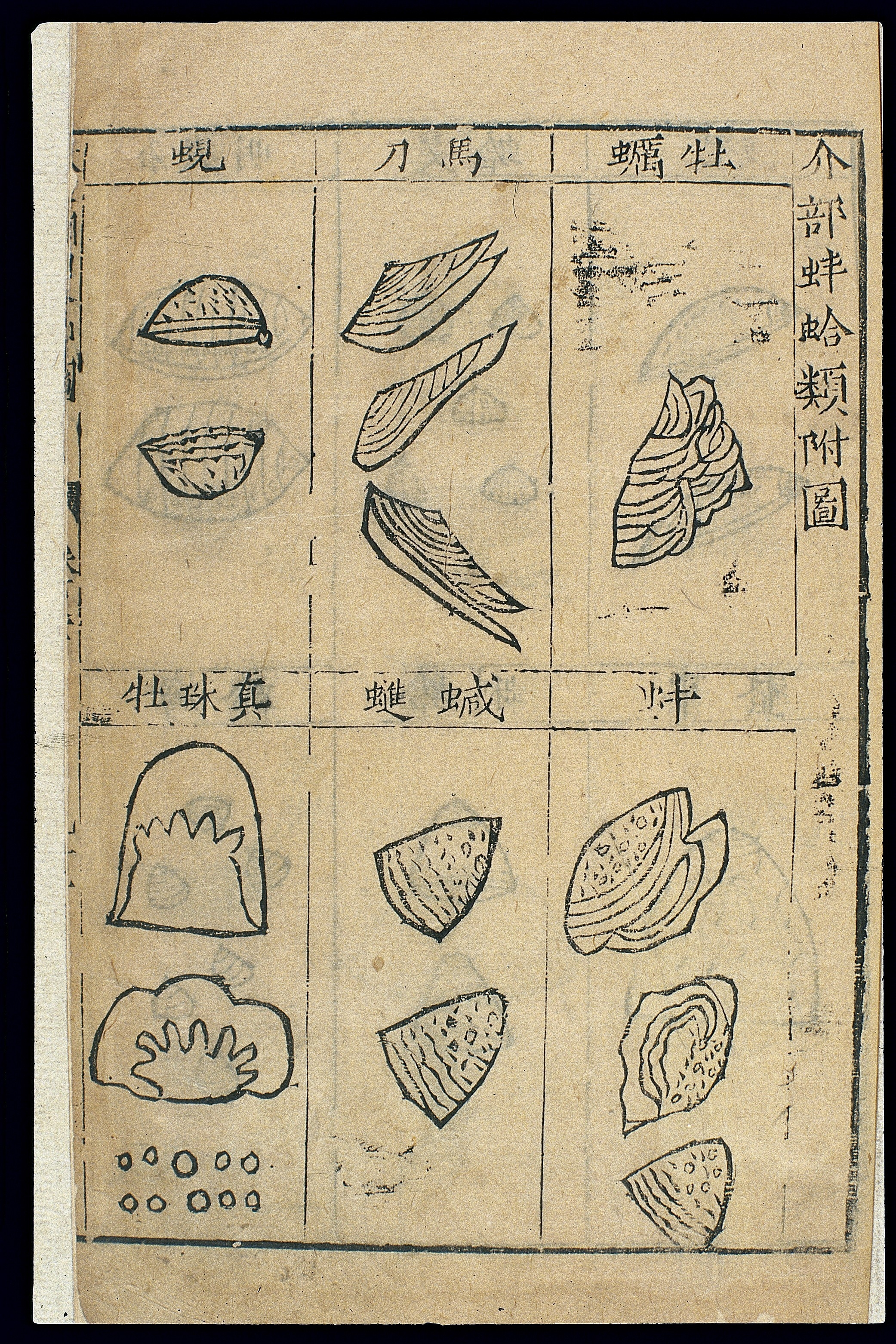
Różne małże i ślimaki na drzeworycie w Bencao...

Bencao gangmu (chiń. upr. 本草纲目; chiń. trad. 本草綱目; pinyin Běncǎo Gāngmù; Wade-Giles Pen-ts’ao Kang-mu) – chińska farmakopea z czasów dynastii Ming, będąca ukoronowaniem rozwoju farmakopei chińskiej medycyny tradycyjnej.
Została skompilowana przez Li Shizhena, który zebrał przepisy z dawnych ksiąg, przepisy ludowe i tradycyjne, sprawdził je w toku własnych badań, a następnie opisał. Li prowadził swoje studia od 1552 roku. Do 1578 zapoznał się z 40 farmakopeami, 361 traktatami medycznymi (w tym 84 cytowanymi wcześniej i 277, które nie pojawiają się w dziełach innych autorów) i 591 innymi tekstami (historiami, encyklopediami itp.); z tych ostatnich 440 Li cytował jako pierwszy. Z łącznie 792 tekstów, cytowanych przez Li Shizhena, 36% miało charakter tekstów medycznych, a 76% nikt przed nim nie cytował. Co ważne, w swym dziele Li zawarł opisy nowych chorób (z południa Chin, oraz zawleczonych przez europejskich kupców) oraz nowych roślin, jakie się podówczas w Chinach pojawiły (np. kukurydzy).
Li Shizhen ukończył Bencao gangmu w 1587 roku, ale nie dożył ukazania się pierwszego wydania w 1596 roku. Dzieło natychmiast stało się bardzo popularne – tylko w 1602 ukazały się trzy wznowienia z 8, które wyszły w XVII w. Wydanie z 1655 zostało za czasów dynastii Qing włączone do biblioteki imperialnej. Pierwsze japońskie wydanie ukazało się w 1637 roku, nieco później zwrócili nań uwagę badacze europejscy; jednym z pierwszych, który zawarł obszerne wyjątki z Bencao.. w swym opisie Chin był jezuita Jean-Baptiste du Halde.
Bencao gangmu zawiera ponad 10 tys. receptur, oraz opisy 1892 substancji leczniczych, w tym:
- 1173 pochodzenia roślinnego;
- 444 – zwierzęcego;
- 275 – mineralnego[3].

Księga została wydana w 52 tomach, zawierających także ponad 1000 ilustracji. Li Shizhen uporządkował materiał dzieląc go na 16 sekcji, 60 kategorii i 1892 hasła; choć system ten nie był tak innowacyjny jak badania Li, usprawniał jednak podział wiedzy zgromadzonej od czasu dynastii Song, na której działach wzorowały się inne farmakopee.
Księga zawierała szeroki przegląd zagadnień z rozróżnianiem (po zapachu, pięciu smakach) i przygotowaniem ziół i leków. Oprócz samych przepisów, księga zawierała też dokładne opisy, jak ocenić jakość gleby, w której rosły (miało to wpływ na jakość otrzymanego produktu), kiedy należy zbierać które zioła, w jakiej postaci są najbardziej efektywne – czy w postaci wywaru, proszku, pigułek itp. Dzieło wykorzystywało metafory zaczerpnięte z hierarchicznego chińskiego porządku społecznego do klasyfikacji specyfików. Leki należące do kategorii „władcy” były wyłącznie dobroczynne i nie wykazywały niepożądanych skutków ubocznych, bez względu na dawkę. Te, które były nieco toksyczne i wymagały dodatkowych specyfików, by zrównoważyć skutki uboczne, były klasyfikowane jako „słudzy” lub „oficerowie domowi”; leki, określane mianem „obcych oficerów” były najbardziej szkodliwe i wymagały starannej neutralizacji. Metafory odnoszące się do konfucjańskich relacji społecznych były używane dla opisu relacji i proporcji ziół w danym specyfiku. Przykładowo na jednego „władcę” miało przypadać dwóch „oficerów”, lub składnik pomocniczy miał „służyć” głównemu, tak jak posłuszne dziecko służy matce itp. Ten sposób klasyfikacji był krytykowany jako „nienaukowy” przez XIX-wiecznych badaczy europejskich, niemniej to właśnie dzieło było najczęściej przez nich konsultowaną chińską farmakopeą.
Informacje zawarte w księdze nie miały charakteru wyłącznie medycznego. Przykładowo, opisując roślinę qinpi (identyfikacja wedle współczesnej klasyfikacji botanicznej jest niejasna), Li Shizhen zauważał, że zabija ona bezkręgowce, a liście mogą być wykorzystywane do prania ubrań, a inna toksyczna roślina tianxiong (z rodzaju Aconitum) zabija i kręgowce i bezkręgowce; oznaczało to, że mogą one być wykorzystywane jako pestycydy.
W 1765 roku Zhao Xueming wydał suplement do Bencao gangmu, w którym zamieścił komentarze do opisów 161 substancji wspomnianych w księdze, oraz opisał 716 substancji, których w pierwotnym dziele nie było.